# Erna Steuri
Erna Steuri, švicarska alpska smučarka, * 22. april 1917, Grindelwald, Švica, † 25. november 2001, Grindelwald.
Nastopila je na Olimpijskih igrah 1936, kjer je osvojila četrto mesto v kombinaciji, ter svetovnih prvenstvih v letih 1936, 1937, 1938 in 1939. Največji uspeh je dosegla leta 1938, ko je osvojila bronasto medaljo v slalomu, ob tem je bila na svetovnih prvenstvih še šestkrat peta ter po enkrat šesta, osma in deseta. Štirikrat je postala švicarska državna prvakinja, dvakrat v smuku ter po enkrat v slalomu in kombinaciji.